# Sven Bensmann

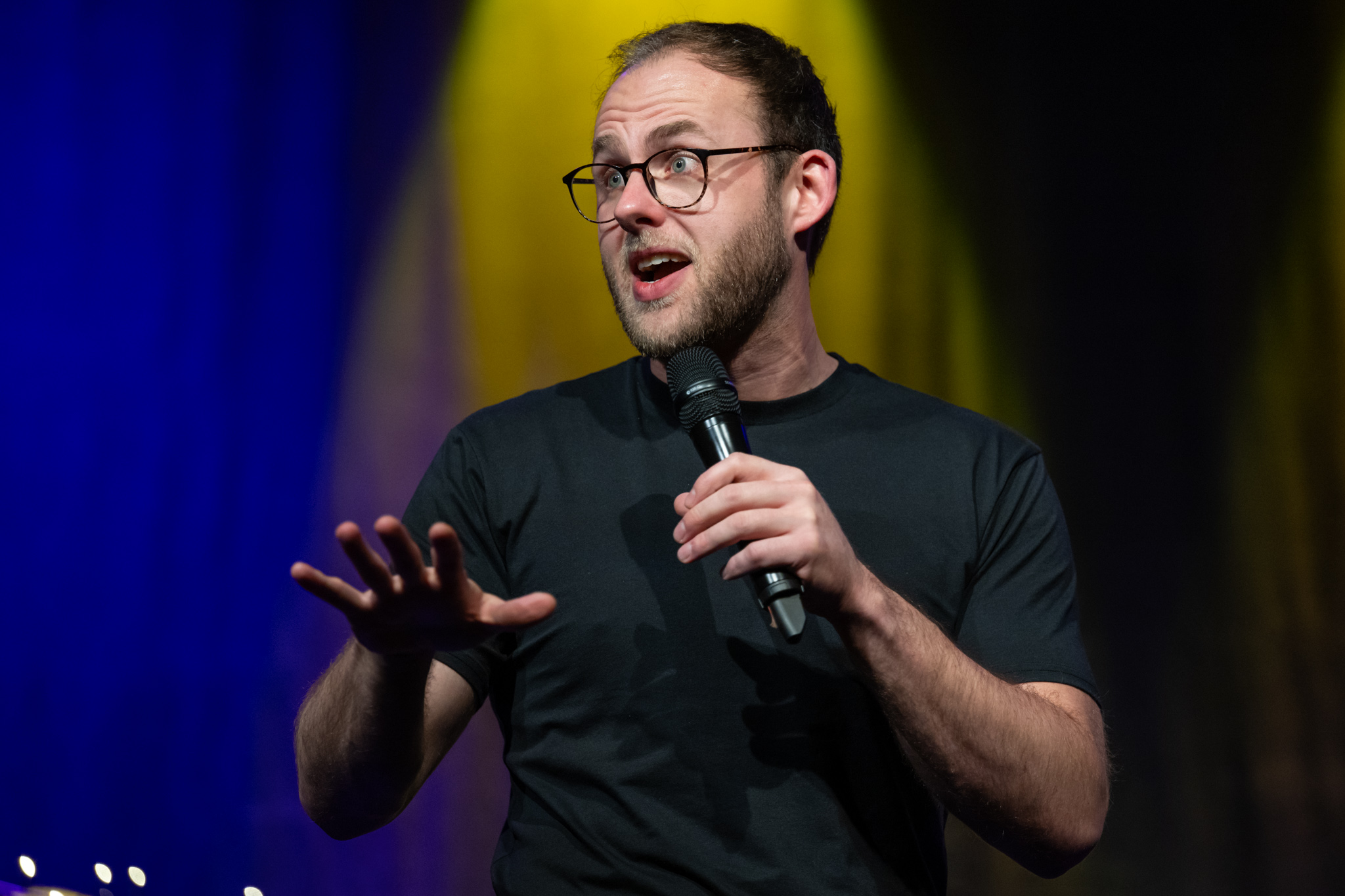
Sven Bensmann (2025)

Sven Bensmann (* 18. Dezember 1992 in Osnabrück) ist ein deutscher Komiker, Musiker und Entertainer. Er ist Sänger der  Band „Hi! Spencer“ und tourt als Comedian aktuell mit seinem mittlerweile dritten Soloprogramm "SVENOMENAL" durch Deutschland und Österreich.

## Leben
Bensmann wuchs in Hagen am Teutoburger Wald bei Osnabrück auf und absolvierte nach dem Abitur ein Freiwilliges Ökologisches Jahr in einer Kinder- und Jugendbildungsstätte. 2013 begann er ein Lehramtsstudium in den Fächern Geschichte und Englisch an der Universität Osnabrück.
Im Jahr 2014 absolvierte er im Rahmen der Quatsch Comedy Club Talentschmiede seinen ersten Auftritt als Komiker. Ab 2017 war er fünf Jahre lang Sidekick in der Comedyshow NightWash - zunächst an der Seite von Tahnee Schaffarczyk, später von Simon Stäblein. Heute moderiert Bensmann gelegentlich vor großem Publikum die Shows der Reihe NightWash Live, mit der er regelmäßig durch ganz Deutschland auf Tournee ging.
2018 war Bensmann, neben Bastian Bielendorfer, Herr Schröder, Simon Stäblein und Thomas Schmidt einer von vier Künstlern der 1Live Hörsaal-Comedy-Tour.
Erneut die Rolle des Sidekicks übernahm Bensmann im Jahr 2019 im Rahmen der Fernsehshow Bielendorfer! im WDR. Zusammen mit Bastian Bielendorfer begrüßte Bensmann unter anderem Torsten Sträter, Ralf Schmitz und Bettina Böttinger, jedes Mal aus einer anderen Stadt in Nordrhein-Westfalen.
Im Oktober 2018 fand die Premiere von Bensmanns erstem Solo-Programm Comedy. Musik. Liebe. in Köln statt. Bereits im Oktober 2021 folgte sein zweites Comedy Solo-Programm mit dem Titel Yes we Sven. Und seit Oktober 2024 tourt er deutschlandweit mit seinem aktuellen Programm SVENOMENAL, indem er sich nach eigenen Angaben inhaltlich mit den Themen "Disney, Dorf & Dödelwitzen". befasst. Von Anfang an wird er dabei von Jan Niermann am Piano begleitet, der auch Bassist und Keyboarder der Band Hi! Spencer ist. und mit dem er regelmäßig auf Tour ist.
2012 gründete Bensmann zusammen mit Janis Petersmann, Niklas Unnerstall, Malte Thiede und Jan Niermann die Band Hi! Spencer, deren Sänger und Songtexter er ist. 2015 erschien das erste Album der Band Weiteratmen, 2016 die 5 Track-EP In den Wolken, 2019 wurde das zweite Studioalbum Nicht raus, aber weiter veröffentlicht. 2020 veröffentlichten Hi! Spencer die Akustik-EP Bei den Hunden, für die bereits veröffentlichte Songs akustisch neu arrangiert wurden. Am 8. April 2022 veröffentlichte die Band ihr viertes Album mit dem Titel memori, mit welchem sie seit 2022 und 2023 auch auf Tour sind.

## Auszeichnungen
- 2019: Bremer Comedypreis (Kategorie Nachwuchs)[15]
- 2021: Recklinghäuser Hurz, Kleiner Hurz[16]
- 2023: Güldener August (bei der Humorzone in Dresden)